# Quokka

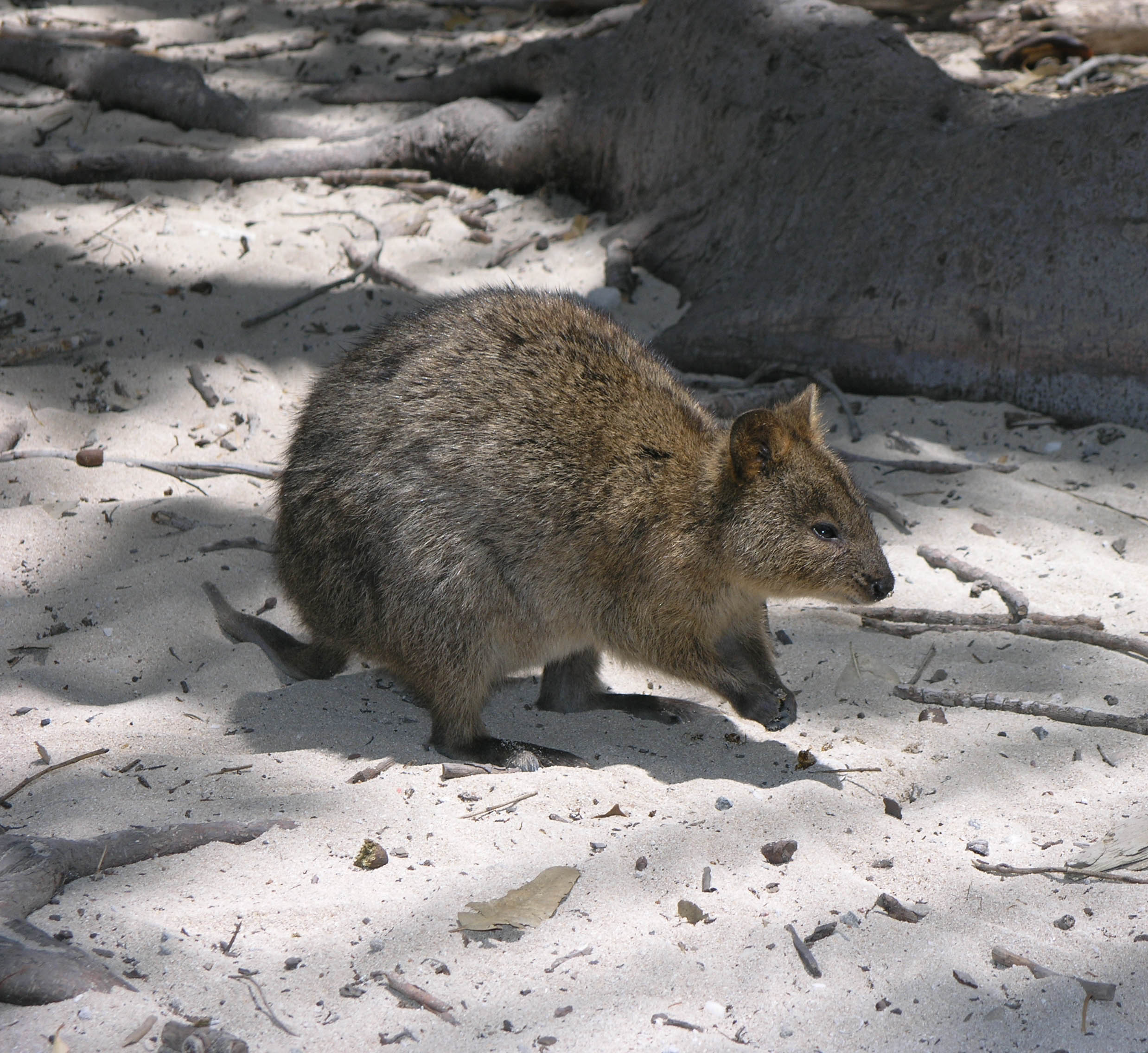
Quokka auf Rottnest Island

Das Quokka oder Kurzschwanzkänguru (Setonix brachyurus) ist eine Beuteltierart aus der Familie der Kängurus (Macropodidae) und der einzige Vertreter der Gattung Setonix.

## Name
Der Name Quokka stammt vermutlich aus der Sprache der Noongar.
Der Gattungsname stammt von lateinisch saeta / seta ‚Borste‘ und altgriechisch ὄνυξ ónyx, deutsch ‚Kralle, Klaue‘. Der Artzusatz stammt von altgriechisch βραχύς brachýs, deutsch ‚kurz‘ und altgriechisch οὐρά ourá, deutsch ‚Schwanz‘.

## Merkmale
Quokkas erreichen eine Kopf-Rumpf-Länge von 48 bis 60 cm, der Schwanz misst 25 bis 35 cm. Das Gewicht der Tiere beträgt zwei bis fünf Kilogramm. Ihr kurzes, raues Fell ist graubraun gefärbt, manchmal mit einem leichten Rotstich. Der Schwanz ist relativ kurz und kaum behaart. Der Körperbau ist relativ gedrungen. Wie bei den meisten Kängurus sind die Hinterbeine lang und kräftig, die Vorderbeine sind jedoch kurz. Auffallend sind die kleinen, abgerundeten Ohren, die gerade vom Kopf abstehen.

## Verbreitung und Lebensraum
Diese Kängurus leben in Australien, ihr Verbreitungsgebiet umfasst den Südwesten von Western Australia sowie einige vorgelagerte Inseln wie Bald Island und Rottnest Island. Letztere erhielt 1696 ihren Namen („Rattennest“) wegen der Quokkas, da diese anfänglich für große Ratten gehalten und deswegen gejagt wurden.

Verbreitung

Quokkas bewohnen verschiedene Lebensräume, benötigen jedoch dicht mit Unterholz bestandene Gebiete. Auf dem Festland kommen sie häufig in der Nähe von Sümpfen und anderen Gewässern vor.

## Lebensweise
Quokkas sind nachtaktiv; sie schlafen tagsüber in Pflanzendickichten versteckt. In der Nacht gehen sie auf Nahrungssuche; zur Fortbewegung legen sie Trampelpfade an. Wenn sie schnell vorankommen wollen, hüpfen sie mit den Hinterbeinen; bei der langsamen Fortbewegung verwenden sie den Schwanz im Gegensatz zu den Riesenkängurus und Wallabys nicht als Stütze. Auf Rottnest Island haben sie teilweise den Tagesrhythmus umgestellt, da sie tagsüber leichter Nahrung erbetteln können.
Zumindest auf Rottnest Island sind die Tiere gesellig und leben in Familiengruppen; männliche Tiere dominieren die Gruppe und etablieren untereinander eine Rangordnung. Diese Rangordnung ist üblicherweise stabil, allerdings kann es an heißen Sommertagen zwischen den Männchen zu intensiven Kämpfen um den besten Unterschlupf kommen. Es ist die Zahl der Verstecke und nicht das Nahrungsangebot, die eine Quokkapopulation in einem Gebiet limitiert.
Quokkas sind kaum territorial; Gruppen von 25 bis 150 Tieren können überlappende Reviere haben. Im Sommer versammeln sich oft viele Tiere um die wenigen Wasserstellen.

## Nahrung
Quokkas sind wie alle Kängurus Pflanzenfresser und ernähren sich von Gräsern, Kräutern und Blättern. Bei der Nahrungssuche klettern sie bis zu 1,5 Meter hoch. Ein mehrkammeriger Magen und spezielle Bakterien helfen ihnen bei der Verwertung der schwer verdaulichen Nahrung.

## Fortpflanzung
In Gefangenschaft kann die Paarung das ganze Jahr über erfolgen, in freier Natur erfolgen die Geburten meist zwischen Januar und März. Die Tragzeit beträgt 26 bis 28 Tage, üblicherweise kommt ein einzelnes Jungtier zur Welt. Wie bei vielen anderen Kängurus kommt es bei den Quokkas zur verzögerten Geburt: unmittelbar nach der Geburt paart sich das Weibchen erneut, der neugezeugte Embryo beginnt jedoch erst zu wachsen, wenn das ältere Jungtier stirbt oder entwöhnt wird.
Das Neugeborene verbringt seine ersten Lebensmonate im Beutel der Mutter. Nach 175 bis 195 Tagen kommt es erstmals heraus, kehrt aber bei Gefahr oder Kälte immer noch dorthin zurück. Mit rund neun bis zehn Monaten wird es endgültig entwöhnt. Die Geschlechtsreife tritt meist zu Beginn des zweiten Lebensjahres ein. Die Lebenserwartung kann über zehn Jahre betragen.

## Quokkas und Menschen
Bis in die 1930er Jahre war das Quokka auf dem Festland relativ häufig zu finden und bewohnte ein deutlich größeres Gebiet im südwestlichen Australien als heute. Dann setzte ein drastischer Rückgang der Populationen ein. Gründe dafür waren die Nachstellung durch eingeschleppte Füchse und Katzen, die Zerstörung ihres Lebensraums sowie die Nahrungs- und Lebensraumkonkurrenz durch die ebenfalls eingeschleppten Wildschweine.
Eine strenge Kontrolle der Fuchsbestände hat zur Stabilisierung der Populationen auf dem Festland geführt. Auf Rottnest Island, wo es nie Füchse gab, befindet sich heute die größte Einzelpopulation von Quokkas. Hier gelten die Tiere als Touristenattraktion, was aber Gefahren für die Tiere birgt: Durch die Umstellung des Tagesrhythmus und ungeeignetes Futter werden Krankheiten hervorgerufen, eine verstärkte Bebauung der Insel könnte die Lebensräume der Quokkas zerstören. Eine Studie von 2016 zeigt aber, dass die Tiere in der Nähe von Menschen in eher besserem Zustand sind als Tiere in kaum von Menschen besuchten Gebieten, deren Nachkommen auch häufiger sterben. Krümel von Nahrungsmitteln und das Grün des Golfplatzes helfen insbesondere, den trockenen Sommer zu überstehen. Der Touristen wegen wurden die Tiere in deren Nähe sogar tagaktiv.
Außerdem kann man Quokkas auch in einigen Zoos und Wildparks in Australien beobachten. Dazu gehören der Perth Zoo, Taronga Zoo, Wild Life Sydney, Adelaide Zoo und der Caversham Wildlife Park. Die Tiere dürfen hier allerdings grundsätzlich nicht ohne die ausdrückliche Erlaubnis des Personals berührt werden.
Die IUCN schätzt die Gesamtpopulation der Quokkas auf 8000 bis 17.000 Tiere, davon 4000 bis 8000 auf Rottnest Island. Die Art wird als „gefährdet“ (vulnerable) gelistet.
Die Stuttgarter Wilhelma hält seit Juli 2023 als einziger Zoo Europas Quokkas. In Deutschland wurden sie früher außerdem in Berlin, Frankfurt am Main, Halle, Gelsenkirchen, Hannover, Köln und Magdeburg gepflegt.